# Club Sim
Club Sim是香港流動通訊有限公司（CSL）旗下於2017年10月推出的流動電話服務品牌，提供簽約上台以及不需要簽約的月費儲值卡的流動通訊服務。

## 歷史
Club Sim推出初期以免費試用作招徠，用戶可獲得5GB用量的九十日上網計畫，同時加送一千分鐘通話費及兩日亞太數據漫遊上網服務。用戶可以配合手機程式，任意選擇不同組合，包括打機、睇片、漫遊、數據用量或通話分鐘。
除了無合約期月費服務，Club Sim亦有推出4G 21Mbps、42Mbps限速及5G有合約計劃。